# 北海平鮋
日本平鮋，為輻鰭魚綱鮋形目鮋亞目平鮋科的其中一種，為溫帶海水魚，分布於東北大西洋挪威至不列顛群島、北海海域，棲息深度50-300公尺，體長可達35公分，棲息在岩石底質底層水域，以甲殼類及魚類為食，卵胎生，生活習性不明。